# (2540) Blok
(2540) Blok est un astéroïde de la ceinture principale.

## Description
(2540) Blok est un astéroïde de la ceinture principale. Il fut découvert le 13 octobre 1971 à Nauchnyj par Lioudmila Tchernykh. Il présente une orbite caractérisée par un demi-grand axe de 2,20 UA, une excentricité de 0,05 et une inclinaison de 1,3° par rapport à l'écliptique.

## Compléments